# 吸食
吸食（英語：Smoking），指燃燒特定物質，使它產生氣體，之後再利用呼吸，讓煙霧進入呼吸道及肺部，從而吸收其中的某些成份進入人體血管的行為。吸食也是一種給藥途徑，用來攝取娛樂性藥物，如吸食大麻、吸食鸦片，甚至是底部加熱的冰毒模式，而在人類社會中除了大麻花，最常用來燃燒吸食的物質是菸草的葉子，製作方法也是同樣地，這些葉子常被切成細絲後，用紙捲包裹，製造成香煙，供人吸取。在燃燒植物葉子後，其中的活性物質可以被蒸發出來，進入肺部。這種方式可以使這些成份更快速進入血管，抵達身體組織。